# Uršulínský kostel (Košice)
Uršulínský kostel (nebo také Kostel svatého Michaela Archanděla) je barokní kostel v Košicích, v městské části Staré Mesto na Mäsiarské ulici.

## Historie
Uršulínský kostel byl původně postaven pro kalvinisty staviteli Janem Bradem a Balthasarem Reinerem. Třenice mezi protestanty a katolíky však vedly ke změnám majitele kostela, a to dokonce několikrát. Až do roku 1698 kostel střídavě vlastnili protestanti a katolíci. Vrcholem bylo, že jedním z vícenásobných majitelů byla armáda, která stavbu využívala jako skladiště zbraní, protože prý byla na tehdejší dobu nejméně umělecky hodnotná. Uršulinky, které jako čtvrtý mnišský řád (po dominikánech, františkánech a jezuitech) do Košic přišly roku (1698), nestačily kostel ani vybavit, než jim byl odebrán. Natrvalo jim byl předán až v roce 1731.

## Architektura
Vnitřní zařízení je ukázkou baroka, rokoka, klasicismu a secese. Na stěnách kostelní lodi jsou pozlacené barokní sochy světců a světic. Zajímavé je, že sochy nejsou na oltáři (jako v jiných kostelech), ale na konzolách umístěných přímo ve zdi. Je to možná proto, že když sem sestry řádu svaté Uršuly přišly poprvé, nechaly zřejmě tyto sochy zhotovit pro budoucí oltář. Po svém odchodu sochy uložily a později, když se vrátily a neměly peníze na velký oltář, je umístily právě takto. Uprostřed je archanděl Michael, protože kostel je zasvěcen právě jemu. Původně jako kalvínský kostel byl halového typu a po roce 1698 došlo k některým stavebním změnám v původním pojetí jeho interiéru.
Kromě vysoké hlavní lodi má kostel také dvě menší boční lodě. Nad nimi se nacházejí chóry, které jsou lemovány rokokovým zábradlím. Ve svatostánku jsou pravá (pravá) i falešná (levá) okna se skleněnými tabulemi v secesním stylu.
Snahu uršulinek o zvelebení Božího kostela narušil požár v roce 1840 a vichřice v roce 1876, po níž byla opravena věž a střecha. Po těchto úpravách dostal kostel jednoduchou trojlodní fasádu. V roce 1898 byl rozšířen presbytář kostela, přistavěna sakristie a na hlavním průčelí byla postavena věž. Hlavní oltář svatého Michala a šest bočních oltářů jsou barokní a pocházejí z poloviny 18. století.

## Uršulínky
Jeptišky stavěly zejména školy. V Mäsiarské ulici postavily velký klášter (dnes Staroměstská poliklinika a Střední zdravotnická škola sv. Alžběty). Od roku 1877 zde byla internátní, mateřská, lidová, měšťanská a obchodní škola. Nedaleko byla také dívčí škola, učitelský ústav a v roce 1905 byla v Komenského ulici postavena dívčí hospodářská škola v historizujícím stylu. V její budově dnes sídlí Přírodovědecká fakulta.
I dnes vedle kostela a ze svého kláštera na Hlavní ulici 66, kde je také internát, provozují uršulínky již zmíněnou střední zdravotnickou školu.

## Galerie

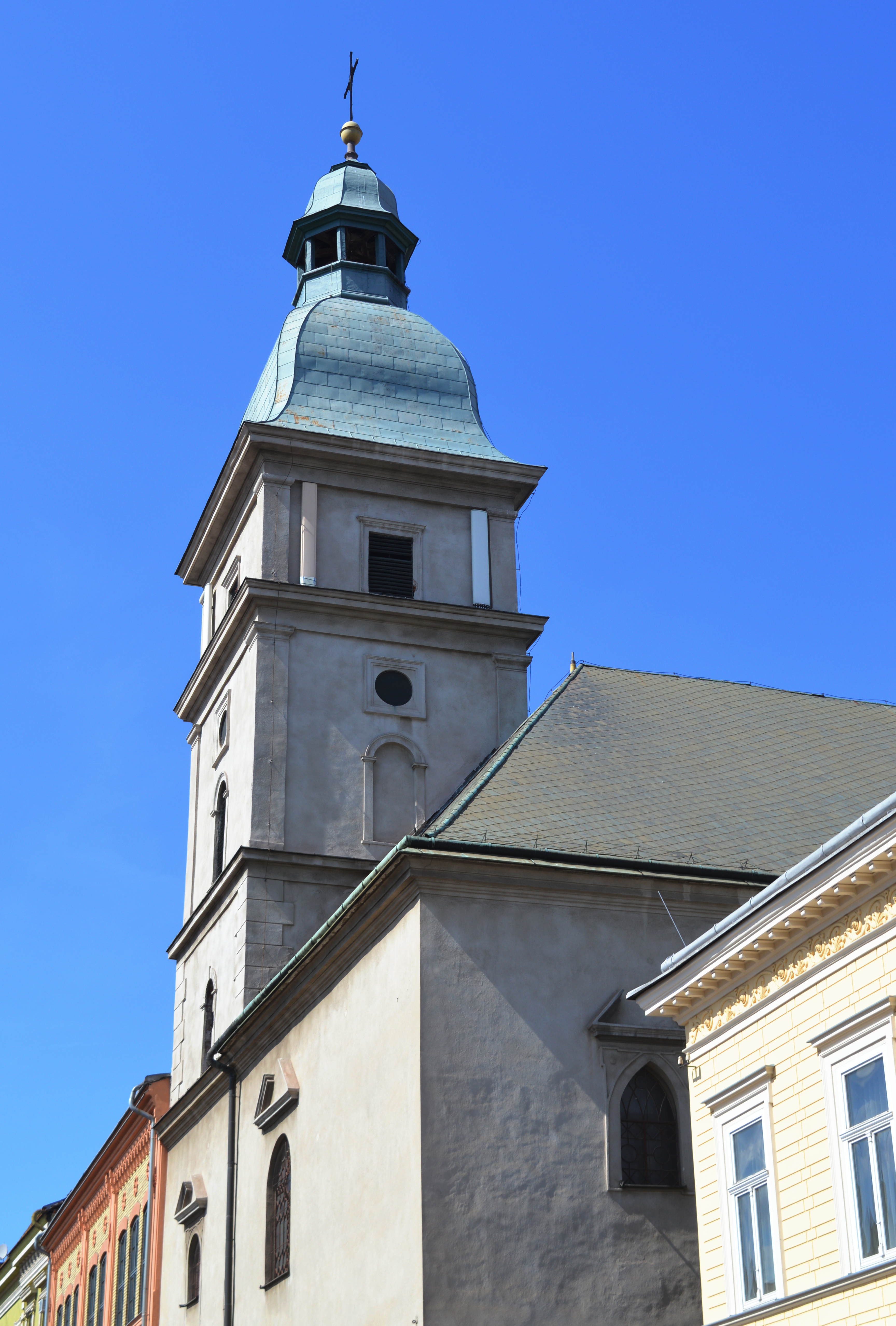
Kostel svatého Michaela archanděla, 2021
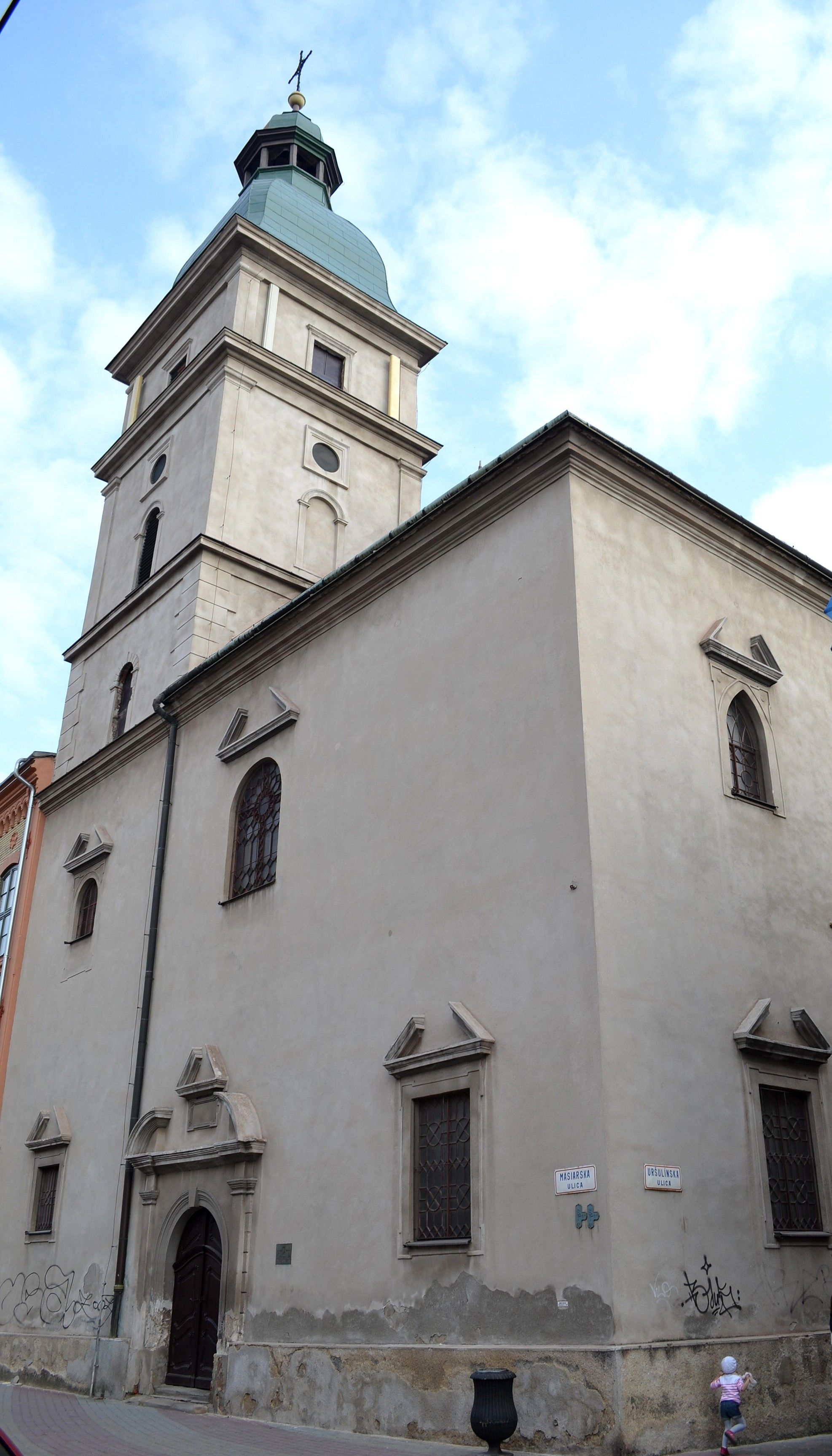
Kostel svatého Michaela archanděla
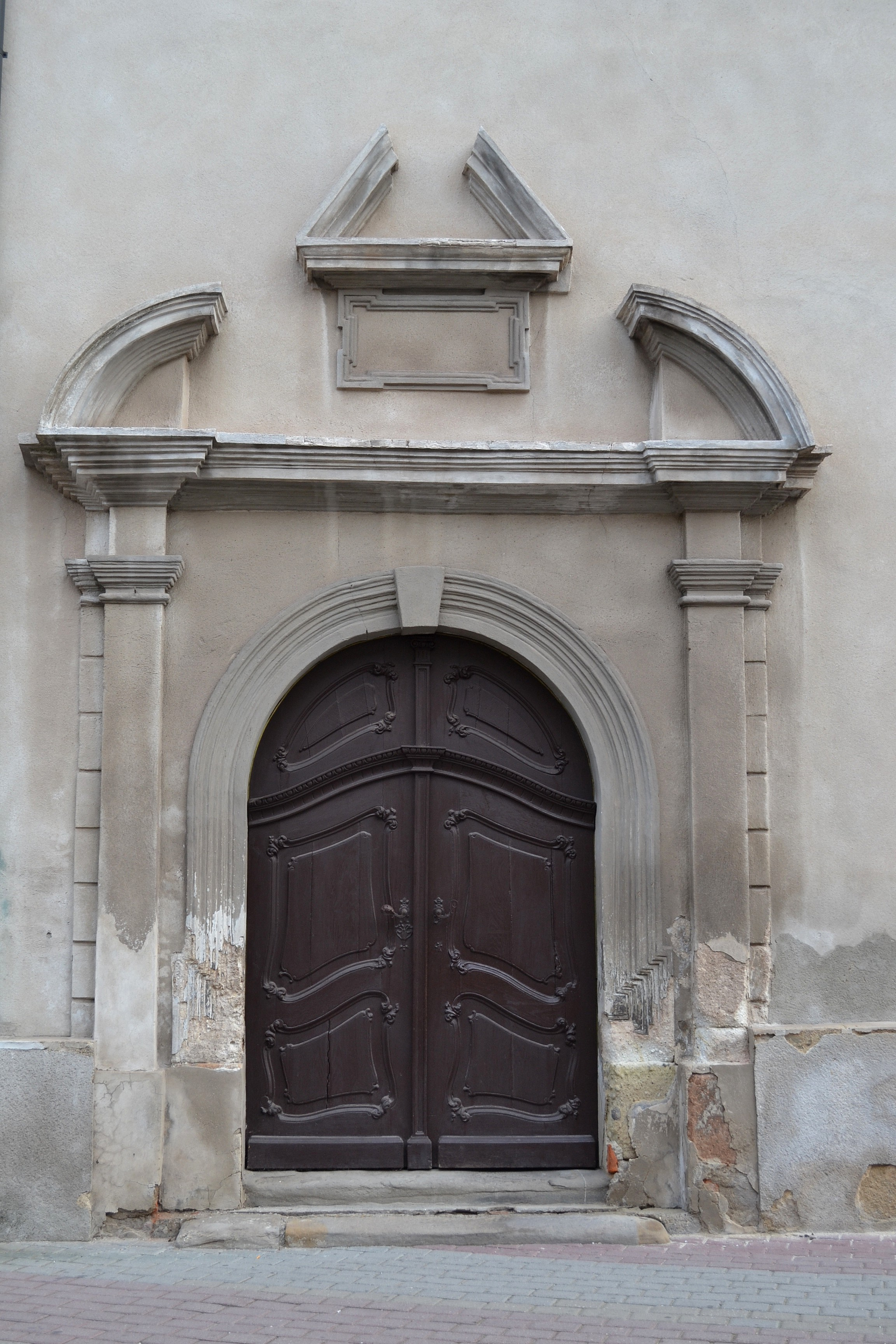
Vchod z Mäsiarské ulice
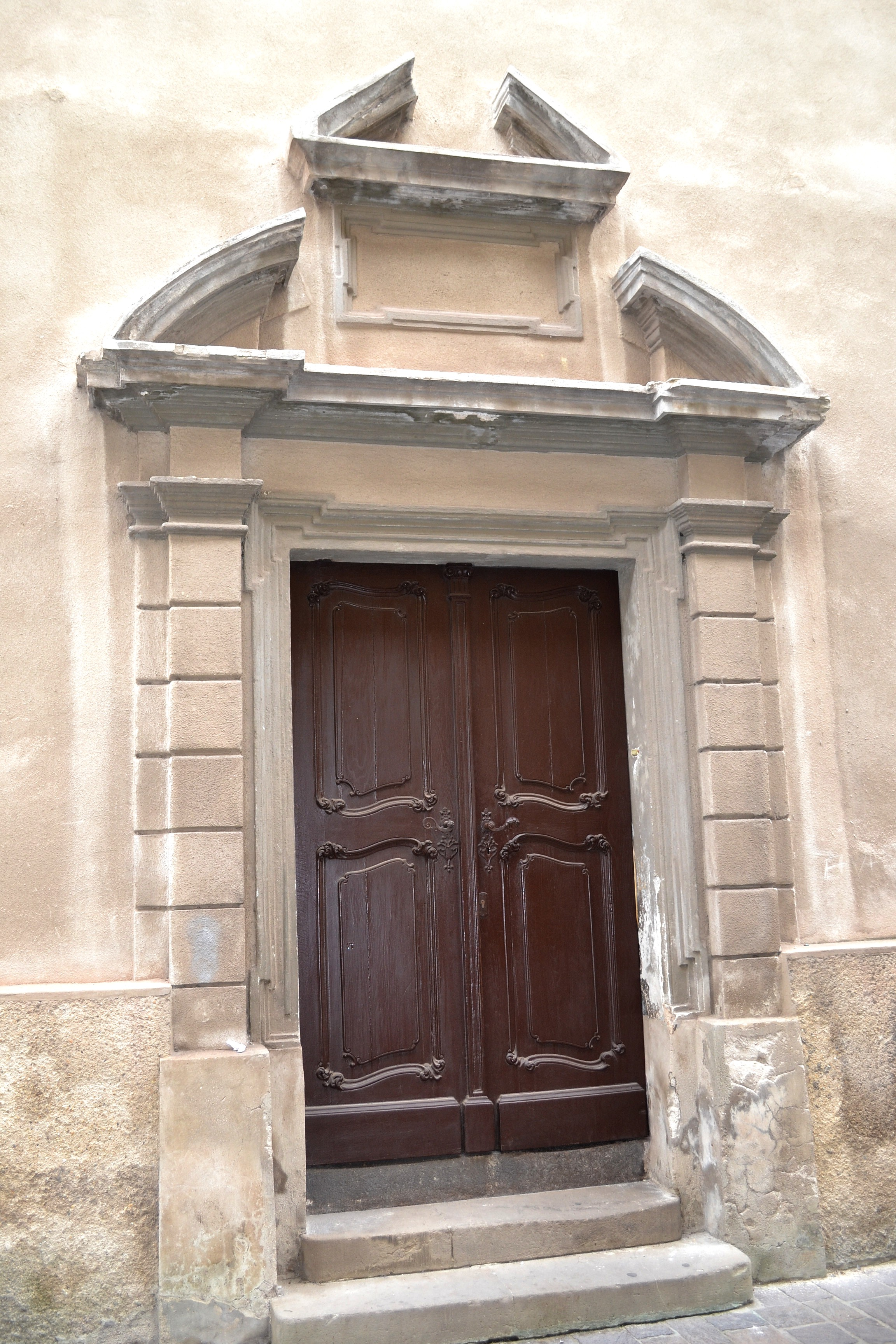
Bočná vchod z Uršulínské ulice
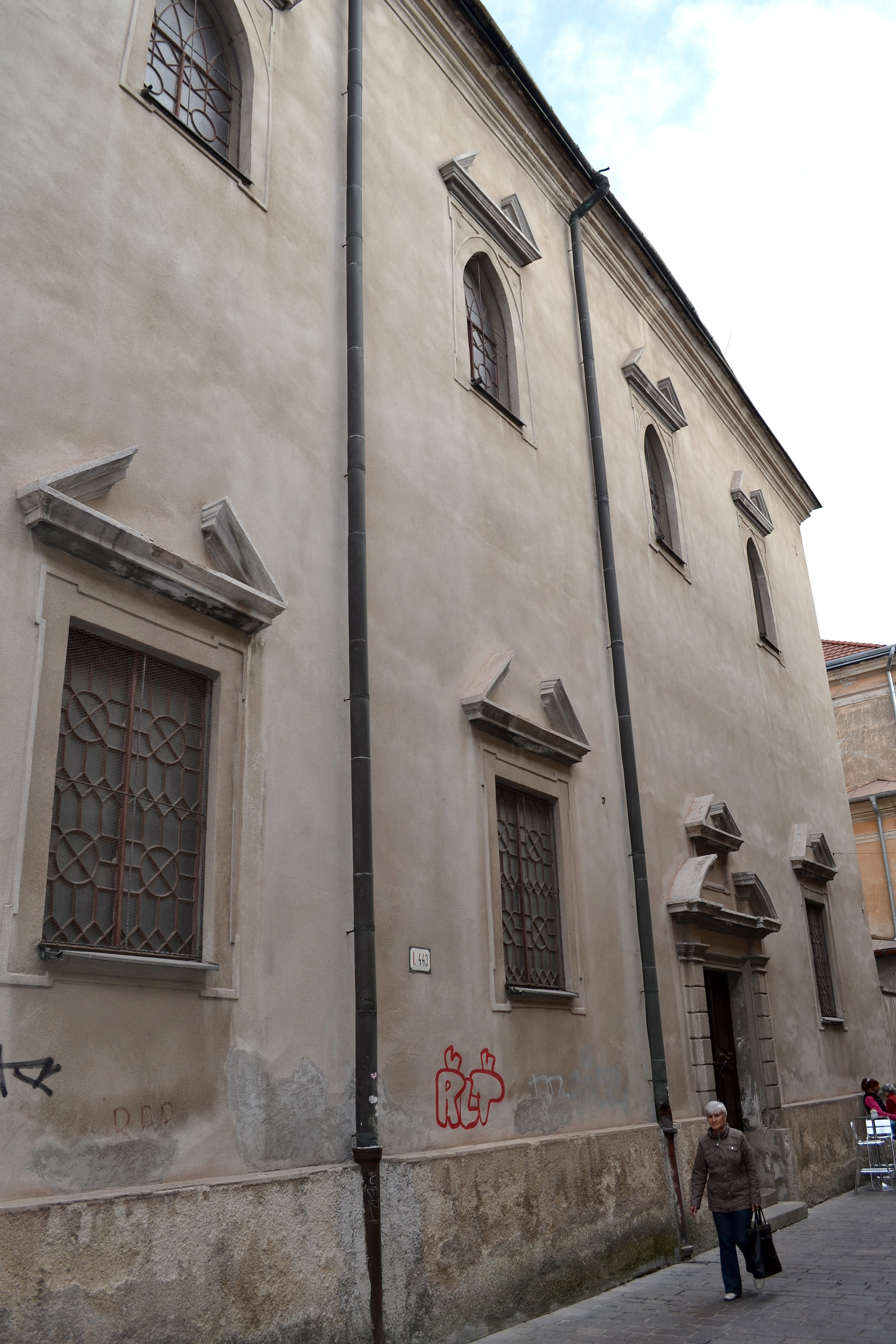
Boční průčelí z Uršulínské ulice